# Karel Švenk
Karel Švenk   (Praga, 17 de març de 1917 - 1 d'abril de 1945) va ser un artista de cabaret, humorista, compositor i escriptor txec. Personatge destacat del cabaret del camp de concentració de Theresienstadt, un camp de concentració per a artistes, Svenk va ser finalment enviat a Auschwitz i més tard a Meuselwitz. Va morir en una marxa de la mort de Kraslice unes dues setmanes abans del final de la guerra. Estat completament esgotat i incapaç de continuar, el seu amic el va amagar a la palla del graner on van passar la nit els presoners. Es desconeix si va morir esgotat o va ser descobert per les SS i afusellat.
Els pares de Karel eren Rudolf Schwenk (1880-1944) i Klara Koráleková (1882-1944), tots dos van morir al camp de concentració d'Auschwitz presumiblement poc després d'arribar el 9 d'octubre de 1944. Karel tenia tres germanes: Erna, Lili, Ottilie i també un germà petit Otta. Només Ottilie va sobreviure a l'holocaust i va emigrar als Estats Units amb el seu marit Rudolf Wenzel Köegler i el seu fill Heinrich Frederick Köegler. Ottilie va morir el 9 d'abril de 1996 al comtat de Ramsey, Minnesota.

## Biografia
Švenk va ser un dels membres de l'avantguarda "Klub zapadlých talentů" ("Club de talents perduts") a Praga. Va ser un dels primers artistes que va ser deportat a Terezín el 24 de novembre de 1941 i va ser un dels 342 joves jueus enviats a preparar el campament anteriorment no jueu perquè els seguissin els jueus. A la tardor de 1942 va aparèixer de passada a la pel·lícula de propaganda "Theresienstadt. Ein Dokumentarfilm aus dem jüdischen Siedlungsgebiet, de peu amb el titellaire Otto Neumann i la ballarina Kamila Rosenbaumová. Svenk va ser enviat a Auschwitz, després a Meuselwitz. Va morir en una marxa de la mort de Kraslice unes dues setmanes abans del final de la guerra. Totalment esgotat i incapaç de continuar, el seu amic el va amagar a la palla del graner on van passar la nit ell i la resta de presoners. No se sap si va morir esgotat o va ser descobert pels guàrdies i afusellat.

## Composicions
- "Die verlorene Essensmarke" (El bitllet de la ració perduda) amb Rafael Schächter
- "Vsechno jde!" (Anything Goes!) "Theresienstädter Marsch" ("Terezin March"): un himne secret del campament i la seva composició més coneguda.
- "Per què l'home blanc s'asseu al davant de l'autobús?" - va ser compost a Terezin i conservat per George Horner (músic), un dels músics de cabaret de Terezin. Posteriorment va ser arranjat per David Post i enregistrat pel Hawthorne String Quartet amb Thomas Martin, clarinet.
- "Der letzte Radfahrer" ("L'últim ciclista") 1944 cabaret censurat pels nazis després de l'assaig general.
- "Pod destnikem" (sota un paraigua) - enregistrat a Terezín - Theresienstadt (àlbum d'Anne Sofie von Otter)